# Fritz-kola
Fritz-kola är ett företag som tillverkar cola och lemonader. Företaget började sälja Cola år 2003 och har sedan utökat sitt sortiment med ett flertal andra smaker. Företaget startades och är beläget i Hamburg, Tyskland.

## Historia
Företaget bildades 2002 när de två studenterna Hampl Lorenz och Mirco Wolf Wiegert, som båda är från Hamburg och sedan barnsben har velat bli egenföretagare, fick idén att skapa en ny sorts cola som inte var lika söt och hade ett högt koffeininnehåll.
Först såldes colan till cateringfirmor, men allteftersom företaget utvecklades så började den att även säljas på pubar och restauranger. Idag säljs den i stora delar av Tyskland och sedan 2006 exporteras även colan till flera andra länder, bland annat Sverige.

## Produkter
Fritz-kola utmärker sig med att den har en koffeinhalt på 25 mg per 100 ml. Detta är betydligt högre än konkurrenter som Coca-Cola och Pepsi som har runt 10 mg per 100 ml. Den har även en stark ton av citronsmak och innehåller mindre socker än andra Cola-sorter.
- Näringsvärde per 100 ml fritz-kola: 179 kJ / 42 kcal / 0,1 g protein / 10.5 g kolhydrater / 0,1 g fett / 25 mg koffein
- Ingredienser: Vatten, socker, koldioxid, färgämne E150d, E338, koffein, naturliga aromer

Colan finns i fyra olika varianter:
- Fritz-kola, originalet.[3]
- Fritz-kola Stevia, som innehåller 50 % mindre socker och är istället sötat med Stevia.[4]
- Fritz-kola kola-kaffee-lemonade, som har smak av kaffe och vanilj.[5]
- Fritz-kola zuckerfrei, som innehåller sötningsmedel istället för socker.[6]

Förutom kola har säljer de ett flertal andra drycker med smaker av melon, äpple, körsbär, fläder, citron och apelsin.
Alla Fritz-kolas produkter säljs i glasflaska i antingen 33 cl eller 20 cl. Originalcolan säljs även i 50 cl-flaska.